# SIDMAR
SIDMAR, voluit ‘Sidérurgie Maritime’, was een groot Belgisch staalbedrijf dat deel uitmaakt van het bedrijf ArcelorMittal. Het is gelegen te Gent dicht bij de grens met Zelzate aan het kanaal Gent-Terneuzen. Het bedrijf heet officieel ArcelorMittal Gent, doch de meeste mensen hanteren de oude naam SIDMAR.

## Geschiedenis

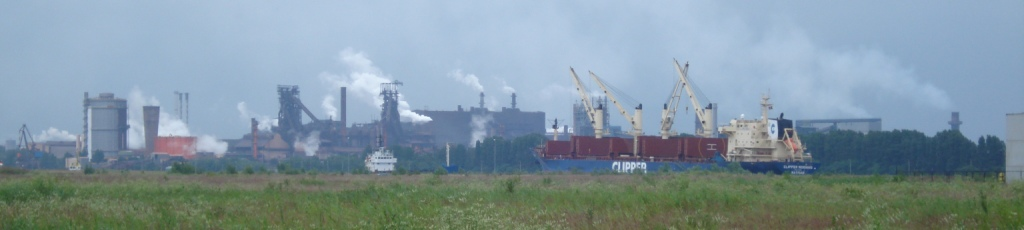
De staalfabriek te Gent (2008)

Reeds in 1920 begon de Luxemburgse firma Arbed grond op te kopen langs het Kanaal Gent-Terneuzen en had in 1932 al 211 ha verworven. De crisisjaren, gevolgd door de Tweede Wereldoorlog, verhinderden de bouw van een staalfabriek. Pas in de jaren 50 van de 20e eeuw begon men daarvoor weer plannen te ontwikkelen.
De zeehaven bleef een uiterst gunstige ligging zowel voor de aanvoer van de ruwe ertsen als voor het vervoer naar de afnemers van de eindproducten.
Op 10 juli 1962 werd de NV "Sidérurgie Maritime", afgekort Sidmar, opgericht. Dit nieuwe bedrijf had een startkapitaal van 4,5 miljard BEF. In de periode 1963-1993 trokken de Waalse en Franse staalgroepen zich uit het kapitaal terug, gedurende de herstructurering van de Belgische staalindustrie. De Waalse beweging sprak zelfs van la guillotine de la Wallonie, aangezien juist in Wallonië de staalindustrie onder druk stond. De Belgische staat nam een minderheidsparticipatie in Sidmar, die, sinds de regionalisering van de staalsector eind jaren 80, beheerst werd door de Vlaamse holdingmaatschappij Gimvindus. De meerderheid van de aandelen was in handen van Arbed.
De bouw van de fabriek begon in 1964 en omvatte een koudbandwalserij (1966), een warmbandwalserij (einde 1966), twee hoogovens (1967, 1968), terwijl begin jaren 70 een cokesfabriek en een tweede walserij gereedkwam. Stagnatie trad op ten gevolge van de recessie (1973-1975), waarna in 1981 opnieuw werd geïnvesteerd, onder meer een continuwalserij, galvaniseerinstallaties (Sidgal, 1998) en een installatie voor continugieten (jaren 90 van de 20e eeuw en jaren 00 van de 21e eeuw). De productie liep op tot 5 miljoen ton vlakke staalproducten per jaar, voor het merendeel bestemd voor de automobielindustrie.
In 1994 verwierf Sidmar een meerderheid van de aandelen van het Duitse maritieme en geïntegreerde staalbedrijf Stahlwerke Bremen, voorheen Klöckner Stahl. Daarnaast kreeg Sidmar in 1995 ook zijn eigen verkooporganisatie Sidstahl, verantwoordelijk voor de verkoop van de vlakke staalproducten van de groep.
Op 1 augustus 1997 koos de Spaanse regering de Arbed Groep als partner in de privatisering van het vroegere C.S.I., voortaan Aceralia genaamd. Arbed verkreeg 35% van de aandelen van het Spaanse maritieme staalbedrijf, gespecialiseerd in de productie en verdere verwerking van vlakke staalproducten (Aceralia Planos) en lange staalproducten (Aceralia Largos). Daarmee was de Arbed Groep op dat moment de op twee na grootste staalproducent van de wereld.
Op 19 februari 2001 fuseerden de groepen Arbed-Aceralia en het Franse Usinor. Eind 2001 werd de nieuwe naam van de fusiegroep bekendgemaakt: Arcelor (Arbed-Aceralia-Usinor).
In juni 2006 bereikten Arcelor en Mittal Steel een akkoord over de fusie tussen beide groepen. De nieuwe staalgroep luistert naar de naam ArcelorMittal en is het grootste staalbedrijf ter wereld met een productie van 109,7 miljoen ton staal per jaar. De nieuwe combinatie heeft zijn zetel in Luxemburg.

## Fabricage
Sidmar produceert zachte staalplaten op rollen (oxystaal), basisproduct voor o.m. auto's, huishoudtoestellen, meubels, schepen, enz.
Het proces start bij de omsmelting van het erts tot 'ruwijzer' en 'hoogovenslak', met cokes als brandstof. Het hoogovengas wordt gefilterd hergebruikt binnen en buiten het bedrijf.
Het erts wordt gebroken tot fijne korrels, tot sinters verwerkt en verpulverd geschikt gemaakt voor de eigenlijke hoogovens, waar het tot staal geraffineerd wordt via het Linz-Donawitz-proces. Daarna wordt het staal tot 'ingots' van 12 tot 27 ton gegoten die via de interne bedrijfsspoorlijn naar de walserij worden gevoerd. Uit de 'ingots' worden plakken gevormd die in de warmwalserij tot platen worden uitgerold aan een snelheid die tot 60 km/u kan bereiken. Warmgewalste rollen of platen worden als eindproduct geleverd, maar het merendeel wordt in de koudwalserij tot dunne plaat van max. 6 mm verwerkt.
De fabriek is één van de grootste elektriciteitsverbruikers van België. In samenwerking met Electrabel werd daarom op de eigen terreinen een centrale gebouwd die aangedreven wordt door hoogoven- en convectorgassen die vrijkomen bij de productie.

## Nieuwe naam
Om de integratie van de beide staalgroepen te beklemtonen, kregen alle sites een nieuwe naam. ArcelorMittal Gent is de nieuwe naam van Sidmar.

## Overzicht van de fusiepartners
- Arcelor
  - Arbed
  - Usinor
  - Aceralia
  - Dofasco
- Mittal Steel
  - Ispat International
  - LNM Holdings
  - International Steel Group
    - Weirton Steel
    - Georgetown Steel
    - Bethlehem Steel
    - Ling-Temco-Vought
    - Acme Steel

## Veiligheid
Op 10 maart 1985 zorgt de ontploffing van een stroomtransformator in de elektriciteitscentrale van Rodenhuize voor een tijdelijke stroomonderbreking in een hoogoven. Daardoor kwamen gassen vrij waaronder het gevaarlijke koolmonoxyde (CO). Hoewel zowel de interne als de externe hulpdiensten onmiddellijk ter plaatse waren, overleden drie arbeiders en werden negen anderen voor verzorging naar het ziekenhuis overgebracht.
Het bedrijf krijgt herhaalde klachten over stof- en geluidshinder vanuit omliggende gemeenten. Begin jaren '90 leidt dit tot inspanningen van het bedrijf om hierop via technische aanpassingen een antwoord te bieden.

## Sociale conflicten
De eerste grote staking brak uit in 1970. In de nasleep daarvan werd in elke afdeling een informatiekomitee opgericht, waar allerlei problemen konden worden besproken. Deze mini-ondernemingsraden liggen mee aan de oorsprong van de opstart van het bedrijfsblad.